# Hans Kangro
Hans Kangro (* 12. Juni 1916 in Leipzig; † 15. September 1977 in Bad Bevensen) war ein deutscher Wissenschaftshistoriker speziell der Physik.

## Leben
Von 1969 bis 1972 war er Privatdozent für Geschichte der Naturwissenschaften in Hamburg, wo er von 1972 bis 1975 als Professor für Geschichte der Naturwissenschaften lehrte und von 1975 bis 1977 wissenschaftlicher Rat und Professor für Geschichte der Naturwissenschaften.

## Schriften (Auswahl)
- Joachim Jungius’ Experimente und Gedanken zur Begründung der Chemie als Wissenschaft. Ein Beitrag zur Geistesgeschichte des 17. Jahrhunderts (= Boethius. Band 7). F. Steiner, Wiesbaden 1968, OCLC 594249897 (zugleich Dissertation, Hamburg 1968).
- Vorgeschichte des Planckschen Strahlungsgesetzes. Messungen und Theorien der spektralen Energieverteilung bis zur Begründung der Quantenhypothese (= Boethius. Band 11). F. Steiner, Wiesbaden 1970, OCLC 925919153 (zugleich Habilitationsschrift, Hamburg 1969).
  - Early history of Planck’s radiation law. Taylor & Francis, London 1976, ISBN 0-85066-063-7 (zugleich Habilitationsschrift, Hamburg 1969).